# Hoplothrips angusticeps
Hoplothrips angusticeps är en insektsart som först beskrevs av Bagnall 1910.  Hoplothrips angusticeps ingår i släktet Hoplothrips och familjen rörtripsar. Inga underarter finns listade i Catalogue of Life.